# عبد الله لي
عبد الله لي هو مغني وفنان جيبوتي، ولد في 7 أغسطس 1963 في جيبوتي في جيبوتي، وتوفي في 18 سبتمبر 2007.